# Slættaratindur
Lo Slættaratindur è la montagna più alta delle Isole Fær Øer e raggiunge un'altitudine di 880 metri; è situata nella parte settentrionale del distretto di Eysturoy, tra i villaggi di Eiði, Gjógv, e Funningur.

## Caratteristiche

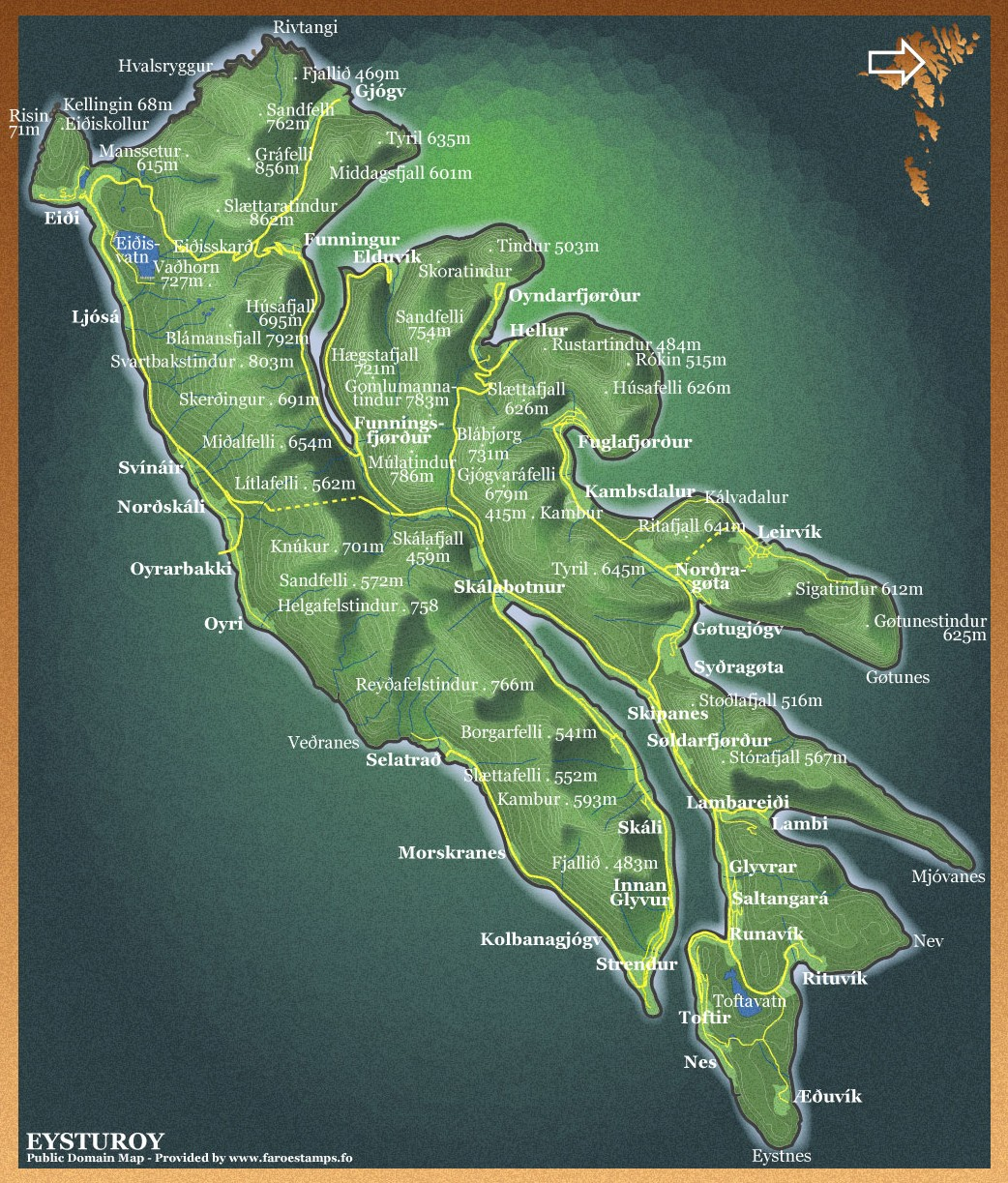
Isola di Eysturoy, mappa delle località e delle alture

Il suo nome significa "cima piatta". Può essere scalato in circa 4 ore ed anche se gli itinerari sono ripidi non sono necessarie particolari abilità da arrampicatori per raggiungere la vetta. Se il cielo è sereno dalla cima si può godere della visuale dell'intero arcipelago. Lo Slættaratindur è uno dei dieci monti nelle Isole Fær Øer che supera gli 800 metri. Il Gráfelli, la seconda vetta dell'isola, che raggiunge gli 856 metri, è situato a nord-est dallo Slættaratindur. A volte, in base alle condizioni del tempo, dalla cima dello Slættaratindur si può vedere il ghiacciaio Vatnajökull in Islanda che è distante 550 km.